# Захарченко, Марк Васильевич
Марк Васильевич Захарченко (1 января 1938 — 17 ноября 2015) — советский и украинский социолог, профессор Киевского национального университета имени Шевченко.

## Биография
В 1960 году окончил философское отделение историко-философского факультета Киевского государственного университета им. Т. Г. Шевченко.
В 1961 году работал учителем, а годом позже — лаборантом социологической лаборатории КГУ им. Шевченко. После окончания аспирантуры при университете в 1965 году получил должности ассистента, старшего преподавателя, доцента кафедры философии естественных факультетов (1972), кафедры исторического материализма КГУ им. Шевченко. Кандидат философских наук (1967), тема диссертации «Методологические вопросы конкретно-социологических исследований в сфере марксистской общесоциологической теории».
С 1979 года — доцент созданной кафедры социологии отделения социологии философского факультета, с 1997 года — профессор кафедры теории и истории социологии факультета социологии и психологии Киевского национального университета им. Т. Г. Шевченко. Награждён знаком «Отличник образования Украины» (1998).
Скончался 17 ноября 2015 года на 77-м году жизни.

## Научная деятельность
Научно-исследовательская деятельность связана с разработкой проблематики методологии социологических исследований, общей социологической теории и истории социологии, с 1990-х годов занимался вопросами теории и практики ретроспективной социологии, теоретической реконструкцией и моделированием социальных и социокультурных процессов и явлений в истории украинского общества.
Опубликовал 124 научные работы, в том числе семь индивидуальных и коллективных монографий. Является одним из авторов двух первых в Украине учебных пособий по истории социологии и истории социологической мысли Украины.

## Труды
- Захарченко М. В., Погорілий О. І. Історія соціології: Від античності до початку XX ст. — К.: Либідь. 1993. — 336 с. — ISBN 5-325-00191-4
- Захарченко М. В., Бурлачук В. Ф., Молчанов М. О. Соціологічна думка України: — К.: Заповіт, 1996. — 424 с. — ISBN 5-7707-1076-4
- Соціологія: короткий енциклопедичний словник / уклад.: В. І. Волович, В. І. Тарасенко, М. В. Захарченко та ін.; під заг. ред. В. І. Волович. — К.: Укр. Центр духов. культури, 1998. — 728 c. — ISBN 966-7276-23-6
- Соціологія: Матеріали до лекційного курсу. К.: Заповіт, 1996. — 344 с. — ISBN 5-7763-2588-9